# 大里松原海岸
大里松原海岸（おおさとまつばらかいがん）は、徳島県海部郡海陽町にある太平洋に面した海岸である。日本の白砂青松100選選定。

## 地理
大里松原海岸は日本の白砂青松百選選定されており、アカウミガメの産卵地として有名である。長い砂浜には、投げ釣りのメッカとして釣り人からの人気も高い。
北端に建つ木ノ元展望台からは、大里松原海岸の全景を堪能することができる。南端は海部川河口となっている。

## 交通
- JR牟岐線阿波海南駅より徒歩約30分。